# 阿曽駅
阿曽駅（あそえき）は、三重県度会郡大紀町阿曽にある、東海旅客鉄道（JR東海）紀勢本線の駅である。
旧・大宮町にある唯一の鉄道駅であった。

## 歴史
当駅は1928年11月、鉄道省紀勢東線（現・紀勢本線）滝原駅 - 伊勢柏崎駅間延伸の1年後に新設された。1959年には今の紀勢本線が全通し亀山駅 - 和歌山駅（現・紀和駅）間が紀勢本線となったのを受け、同線の駅となった。更に国鉄分割民営化に伴い、JR東海の駅となり、現在に至っている。

### 年表
- 1928年（昭和3年）11月8日：鉄道省紀勢東線（現・紀勢本線）滝原駅 - 伊勢柏崎駅間に新設[1]。
- 1959年（昭和34年）7月15日：線路名称改定。紀勢東線が紀勢本線へ編入、同線の駅となる[2]。
- 1962年（昭和37年）2月1日：貨物取扱廃止[1]。
- 1964年（昭和39年）10月1日：荷物扱い廃止[1]。
- 1983年（昭和58年）12月21日：無人駅化[3]。
- 1987年（昭和62年）4月1日：国鉄分割民営化に伴い、JR東海の駅となる[2][1]。

## 駅構造
単式ホーム1面1線を有する地上駅。
多気駅管理の無人駅。駅舎は無いが、ホーム上に待合所が設置されている。

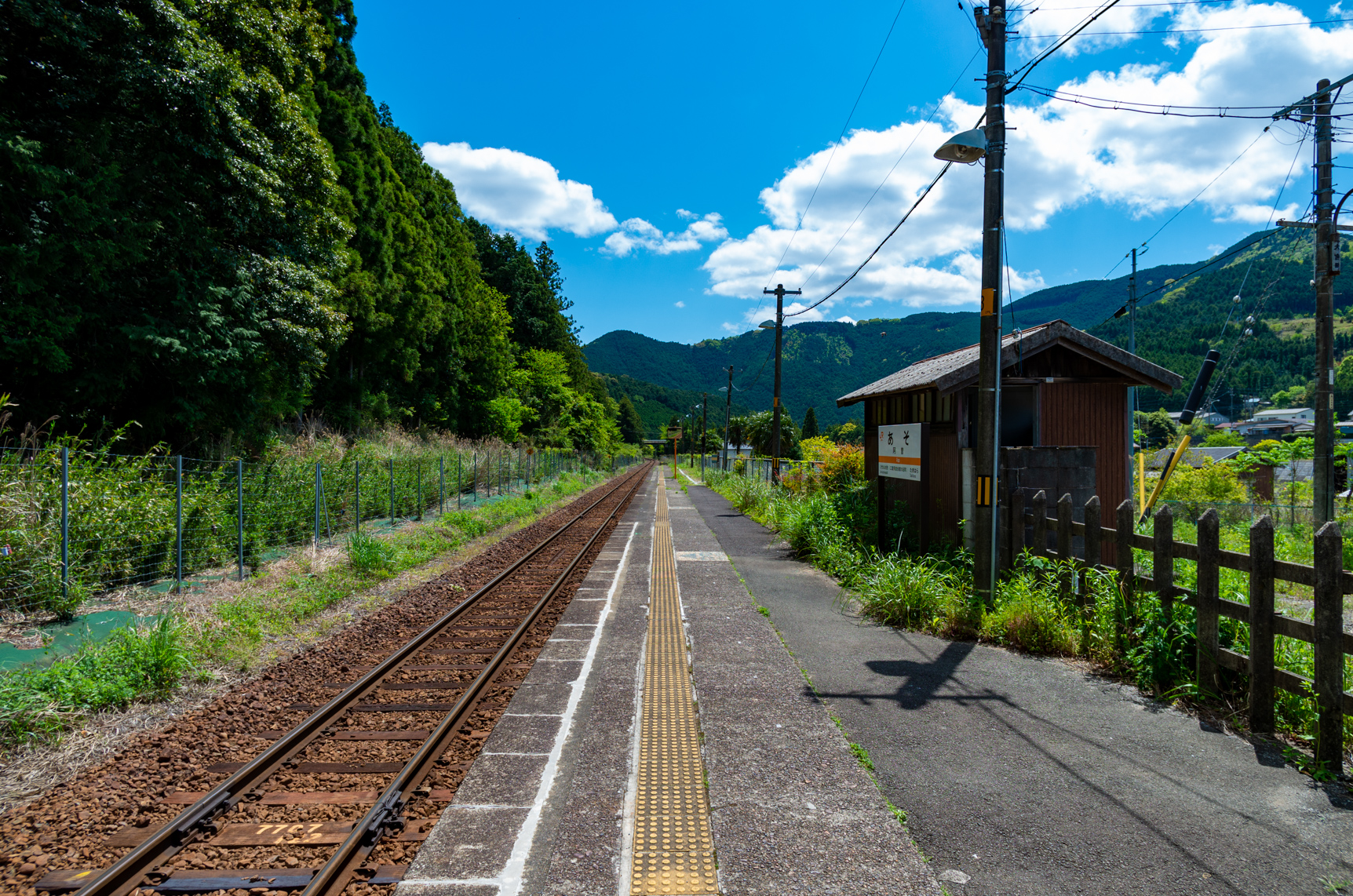
ホーム（2013年5月）

## 利用状況
「三重県統計書」によると、近年の1日平均乗車人員の推移は以下の通り。
| 年度   | 1日平均 乗車人員 |
| ------ | ---------------- |
| 1998年 | 60               |
| 1999年 | 63               |
| 2000年 | 68               |
| 2001年 | 61               |
| 2002年 | 64               |
| 2003年 | 68               |
| 2004年 | 57               |
| 2005年 | 53               |
| 2006年 | 54               |
| 2007年 | 56               |
| 2008年 | 59               |
| 2009年 | 61               |
| 2010年 | 57               |
| 2011年 | 51               |
| 2012年 | 45               |
| 2013年 | 44               |
| 2014年 | 43               |
| 2015年 | 42               |
| 2016年 | 53               |
| 2017年 | 49               |
| 2018年 | 46               |
| 2019年 | 38               |

## 駅周辺
- 阿曽温泉：小学校跡を活用した温泉施設がある。
- 大内山川
- 熊野古道伊勢路
- 龍祥寺：しだれ桜の名所。
- 阿曽郵便局
- JA伊勢 大宮支店阿曽店（JAショップ併設）

## 隣の駅
東海旅客鉄道（JR東海）
■紀勢本線
滝原駅 - 阿曽駅 - 伊勢柏崎駅